# Locharbriggs
Locharbriggs – miasto w południowej Szkocji, w jednostce administracyjnej (council area) Dumfries and Galloway, historycznie w hrabstwie Dumfriesshire, położone około 3 km na północny wschód od Dumfries. W 2022 roku wraz z przylegającą miejscowością Heathhall liczyło 5481 mieszkańców.
Miejscowość ulokowana została na skraju mokradła osuszonego w XIX wieku. W 1887 roku liczyła 306 mieszkańców. Znajdują się tu złoża czerwonego piaskowca, intensywnie eksploatowane w XIX i na początku XX wieku. Wydobywane tutaj kamienie wykorzystywane były jako materiał budowlany m.in. pobliskim Dumfries, jak i Glasgow oraz Edynburgu. Wykonano z nich także schody u stóp nowojorskiej Statuy Wolności. Kamieniołom funkcjonuje do dziś.
W latach 1863–1966 funkcjonowała tutaj stacja kolejowa na zlikwidowanej linii z Dumfries do Lockerbie (Dumfries, Lochmaben and Lockerbie Railway).